# 中井幸一
中井 幸一（なかい こういち、本名:中井 幸房（なかい ゆきふさ）、1917年（大正6年）2月15日 - 2020年（令和2年）12月28日）は、日本の写真評論家、広告評論家。

## 人物
京都府出身。日本大学芸術学部卒業。1951年、電通に入社。1973年、電通を退社。
電通に勤務し、アートディレクター制（アート・ディレクター・システム。クライアントとデザイナーの間にアートディレクターを置き、アートディレクターが両者の単なる橋渡し（連絡係的役割）だけではなく、積極的にデザインをまとめ上げる中核的な役割をになうシステム）の導入を積極的に行った。
日本大学芸術学部教授も務めた。1992年に日本大学を定年退職。
一般の広告に限らず、写真、デザインにわたるまで、幅広い表現分野を研究範囲とし啓蒙的・社会的な活動も行った。

## 編著書
- アメリカのクリエイティビティ、美術出版社、1963年
- アメリカの広告写真、中井幸一編著、日貿出版社、1976年
- プランナーの杖　わたしの計画作法、プレジデント社、1978年
- 学校で教えない広告論　最前線の人間だけが知っている知恵、経済界、1980年
- 残照の画家　昭和初期のポピュラーアーチストたち、パッケージング社、1984年
- 日本広告表現技術史、玄光社、1991年
- ニンフ : 8人のトップ写真家ヌード傑作集、誠文堂新光社、1995年（監修:中井幸一）
- 聞き書きデザイン史（第9章）、六耀社、2001年

## 所属団体
- 日本写真協会
- 日本エッセイストクラブ
- 日本美術家連盟
- モダンアート協会

## 受賞
- 日本広告学会賞（2回）
- 日本包装技術協会文献賞
- 日本写真協会功労賞